# Jean Béliveau-trófea
A Jean Béliveau-trófea egy díj, melyet a QMJHL-ben osztanak ki annak az ifjú játékosnak, aki az alapszakasz pontkirálya lesz. A trófeát a legendás Jean Béliveauról nevezték el.

## A díjazottak
| Szezon    | Játékos              | Csapat                    | Pont |
| --------- | -------------------- | ------------------------- | ---- |
| 2013–2014 | Anthony Mantha       | Val-d'Or Foreurs          | 120  |
| 2012–2013 | Ben Duffy            | P.E.I. Rocket             | 110  |
| 2011–2012 | Yanni Gourde         | Victoriaville Tigres      | 124  |
| 2010–2011 | Philip-Michael Devos | Gatineau Olympiques       | 114  |
| 2009–2010 | Sean Couturier       | Drummondville Voltigeurs  | 96   |
| 2008–2009 | Yannick Riendeau     | Drummondville Voltigeurs  | 126  |
| 2007–2008 | Mathieu Perreault    | Acadie-Bathurst Titan     | 114  |
| 2006–2007 | François Bouchard    | Baie-Comeau Drakkar       | 125  |
| 2005–2006 | Alekszandr Ragyulov  | Québec Remparts           | 152  |
| 2004–2005 | Sidney Crosby        | Rimouski Océanic          | 168  |
| 2003–2004 | Sidney Crosby        | Rimouski Océanic          | 135  |
| 2002–2003 | Joël Perrault        | Baie-Comeau Drakkar       | 116  |
| 2001–2002 | Pierre-Marc Bouchard | Chicoutimi Saguenéens     | 140  |
| 2000–2001 | Simon Gamache        | Val-d'Or Foreurs          | 184  |
| 1999–2000 | Brad Richards        | Rimouski Océanic          | 186  |
| 1998–1999 | Mike Ribeiro         | Rouyn-Noranda Huskies     | 167  |
| 1997–1998 | Ramzi Abid           | Chicoutimi Saguenéens     | 135  |
| 1996–1997 | Pavel Rosa           | Hull Olympiques           | 152  |
| 1995–1996 | Danny Brière         | Drummondville Voltigeurs  | 163  |
| 1994–1995 | Patrick Carrigan     | Shawinigan Cataractes     | 137  |
| 1993–1994 | Yanick Dubé          | Laval Titan               | 141  |
| 1992–1993 | René Corbet          | Drummondville Voltigeurs  | 148  |
| 1991–1992 | Patrick Poulin       | Saint-Hyacinthe Laser     | 138  |
| 1990–1991 | Yanic Perreault      | Trois-Rivières Draveurs   | 185  |
| 1989–1990 | Patrick Lebeau       | Victoriaville Tigres      | 174  |
| 1988–1989 | Stéphane Morin       | Chicoutimi Saguenéens     | 186  |
| 1987–1988 | Patrice Lefebvre     | Shawinigan Cataractes     | 200  |
| 1986–1987 | Marc Fortier         | Chicoutimi Saguenéens     | 201  |
| 1985–1986 | Guy Rouleau          | Longueuil Chevaliers      | 191  |
| 1984–1985 | Guy Rouleau          | Longueuil Chevaliers      | 163  |
| 1983–1984 | Mario Lemieux        | Laval Voisins             | 282  |
| 1982–1983 | Pat LaFontaine       | Verdun Juniors            | 234  |
| 1981–1982 | Claude Verret        | Trois-Rivières Draveurs   | 162  |
| 1980–1981 | Dale Hawerchuk       | Cornwall Royals           | 183  |
| 1979–1980 | Jean-François Sauvé  | Trois-Rivières Draveurs   | 187  |
| 1978–1979 | Jean-François Sauvé  | Trois-Rivières Draveurs   | 176  |
| 1977–1978 | Ron Carter           | Sherbrooke Castors        | 174  |
| 1976–1977 | Jean Savard          | Québec Remparts           | 180  |
| 1975–1976 | Sylvain Locas        | Chicoutimi Saguenéens     | 160  |
| 1975–1976 | Richard Dalpé        | Trois-Rivières Draveurs   | 160  |
| 1974–1975 | Normand Dupont       | Montreal Bleu Blanc Rouge | 158  |
| 1973–1974 | Pierre Larouche      | Sorel Éperviers           | 251  |
| 1972–1973 | André Savard         | Québec Remparts           | 151  |
| 1971–1972 | Jacques Richard      | Québec Remparts           | 160  |
| 1970–1971 | Guy Lafleur          | Québec Remparts           | 209  |
| 1969–1970 | Luc Simard           | Trois-Rivières Ducs       | 174  |